# Ambient marketing
Ambient marketing – wszelkie formy marketingu niestandardowego. W zależności od współczesnych rozumień tego pojęcia, są to takie formy jak: marketing partyzancki, wirusowy, trendsetting, a także takie formy marketingu internetowego jak: buzz marketing, e-mail marketing, gry marketingowe.   Reklama na środkach komunikacji miejskiej (taxi, autobusy, tramwaje, metro), na przystankach – czyli outdoor oraz indoor (np. reklama w lokalach, reklama w klubach fitness, szkołach) może być również zaliczona do ambientu, o ile działania  lub wykorzystane nośniki są niestandardowe i/lub zaskakujace.

## Charakterystyka
Ambient media są to niestandardowe, jednorazowe realizacje marketingowe, łączące dziedziny ATL i BTL. W momencie, kiedy coś staje się stałym nośnikiem reklamowym, przestaje być ambientem medium, a zaczyna być zwykłym outdoorem. Ambient jest realizowany na specjalne zamówienie klienta pod konkretny produkt i konkretną grupę docelową. Działa on nie tylko kreacją reklamową, ale także formą, w jakiej ona jest wyrażana. Są to zwykle tylko jednorazowe realizacje. Jest to forma reklamy ściśle kontekstowa, w której reklamodawca zwraca uwagę nie tylko na layout, ale także na cały kontekst umieszczenia reklamy. Ambient marketing charakteryzuje się wykorzystaniem jednostkowo lub jednocześnie kilku czynników do celów reklamowych. Może to być:
- niestandardowe wykorzystanie istniejących nośników, np. tablic reklamowych,
- wykorzystanie przestrzeni kontekstowej,
- wykorzystanie wnętrz w powiązaniu z ich funkcją, np. reklama Stop Wariatom Drogowym PZU na szlabanach[1],
- interakcja z otoczeniem,
- interakcja z nośnikiem reklamowym,
- nowe technologie, np. wykorzystanie technologii Bluetooth do ściągania dzwonków i tapet na telefon komórkowy, eksponowanych na nośniku reklamowym Bluetooth marketing.